# Santa's Workshop
Santa's Workshop (bra: Oficina do Papai Noel) é um curta-metragem de animação lançado em 1932, como parte da série Silly Symphonies. Foi dirigido por Wilfred Jackson e produzido por Walt Disney. O filme apresenta o Papai Noel e seus duendes se preparando para o Natal em sua oficina. A sequência do filme lançado em 1933, parcialmente baseado no poema "Uma visita de São Nicolau" de 1823, retrata o Papai Noel deixando brinquedos em uma casa com nove crianças.
Em países de línguas nórdicas como na Suécia e na Noruega, Santa's Workshop faz parte do especial de Natal From All of Us to All of You, tradicionalmente exibido na televisão na véspera de Natal. Vários estereótipos do curta-metragem já foram censurados.

## Elenco
- Allan Watson como Santa Claus (Papai Noel)[1]
- Pinto Colvig como secretário do Papai Noel[1]
- Walt Disney como Elfo[1]